# 아네 레티타인
아네 레티타인(베트남어: Anê Lê Thị Thành, 1781년 10월 25일~1841년 7월 20일)는 베트남의 여성 가톨릭 신자였다.

## 같이 보기
- 이그나시오 델가도
- 호세 마리아 디아스 산후르호
- 발렌틴 데 베리오초아
- 멜초르 가르시아 삼페드로
- 페드로 알마토
- 도밍고 에나레스
- 헤로니모 헤르모실라